# Тенкодого
Тенкодого (фр. Tenkodogo) — город и городская коммуна в Буркина-Фасо.

## Общая информация
Город Тенкодого находится в южной части Буркина-Фасо, в 185 км к юго-востоку от Уагадугу, на высоте 234 м над уровнем моря. Является главным городом Восточно-Центральной области и провинции Булгу. В административном отношении подразделяется на 6 секторов. Через город проходит шоссе № 15. Действующий мэр города — Алассан Закане.
В прошлом Тенкодого — центр средневековой империи народа моси Тенкодого, существовавшей здесь до образования в Западной Африке французских колоний.
Город является центром католической епархии Тенкодого.

## Климат
| Показатель                    | Янв. | Фев. | Март | Апр. | Май  | Июнь  | Июль  | Авг.  | Сен.  | Окт. | Нояб. | Дек. | Год   |
| ----------------------------- | ---- | ---- | ---- | ---- | ---- | ----- | ----- | ----- | ----- | ---- | ----- | ---- | ----- |
| Средний суточный максимум, °C | 34,2 | 35,9 | 38,9 | 39,2 | 36,5 | 33,9  | 31,5  | 30,4  | 31,6  | 34,7 | 36,0  | 34,4 | 34,8  |
| Средняя температура, °C       | 26,6 | 28,6 | 31,5 | 32,4 | 30,5 | 28,5  | 26,7  | 25,9  | 26,5  | 28,4 | 28,2  | 26,6 | 28,4  |
| Средний суточный минимум, °C  | 18,9 | 21,3 | 24,1 | 25,6 | 24,6 | 23,0  | 21,9  | 21,4  | 21,4  | 22,1 | 20,4  | 18,8 | 22,0  |
| Норма осадков, мм             | 0,1  | 0,9  | 8,9  | 33,1 | 80,7 | 116,0 | 186,4 | 235,9 | 162,8 | 38,3 | 2,1   | 1,3  | 866,5 |
| Источник: ,                   |      |      |      |      |      |       |       |       |       |      |       |      |       |

## Население
По данным на 2013 год численность населения города составляла 49 715 человек. Численность населения городской коммуны по данным переписи 2006 года составляет 124 053 человека.
Динамика численности населения города по годам:
| 1985   | 1996   | 2005   | 2006   | 2013   |
| ------ | ------ | ------ | ------ | ------ |
| 23 331 | 31 466 | 39 694 | 40 839 | 49 715 |

## Известные уроженцы
- Люк-Адольф Тиао — политик, дипломат и журналист Буркина-Фасо

## Города-побратимы
- Этоль, Франция[4]